# Boxborough (Massachusetts)
Boxborough é uma vila localizada no condado de Middlesex no estado estadounidense de Massachusetts. No Censo de 2010 tinha uma população de 4.996 habitantes e uma densidade populacional de 185,33 pessoas por km².

## Geografia
Boxborough encontra-se localizado nas coordenadas 42° 29′ 10″ N, 71° 31′ 16″ O. Segundo a Departamento do Censo dos Estados Unidos, Boxborough tem uma superfície total de 26.96 km², da qual 26.64 km² correspondem a terra firme e (1.17%) 0.32 km² é água.

## Demografia
Segundo o censo de 2010, tinha 4.996 pessoas residindo em Boxborough. A densidade populacional era de 185,33 hab./km². Dos 4.996 habitantes, Boxborough estava composto pelo 80.52% brancos, o 0.48% eram afroamericanos, o 0.04% eram amerindios, o 16.29% eram asiáticos, o 0.02% eram insulares do Pacífico, o 0.64% eram de outras raças e o 2% pertenciam a duas ou mais raças. Do total da população o 2.26% eram hispanos ou latinos de qualquer raça.